# Камара, Анри
Анри́ Камара́ (фр. Henri Camara; 10 мая 1977, Дакар) — сенегальский футболист, нападающий. Выступал в сборной Сенегала.

## Карьера

### Клубная
Играть начал в 1996 году за клуб высшей лиги чемпионата Сенегала «Диараф». Провёл в клубе два года.
В 1998 году перешёл во французский клуб «Страсбур». В основную команду ему попасть не удалось — играл только за «Страсбур-B».
В июле 1999 года перешёл в швейцарский «Ксамакс». В сезоне 1999/00 клуб на первой стадии занял 6-е место и продолжил выступления в чемпионской группе. «Ксамакс» занял итоговое 7-е место. Первую половину сезона 2000/01 футболист провёл в составе «Ксамакс», а вторую — в клубе «Грассхоппер», куда перешёл в январе 2001 года, после того, как «Ксамакс» не смог пробиться в чемпионскую группу.
В «Грассхоппере» провёл шесть месяцев. Стал чемпионом Швейцарии.
В июле 2001 года, на правах свободного агента перешёл во французский клуб «Седан», выступавший в высшей лиге французского чемпионата. Сразу же стал игроком основного состава. Первую игру в чемпионате провёл 4 августа 2001 года против «Лиона». Первый гол в чемпионате забил 19 августа 2001 года в ворота команды «Осер». Всего в сезоне 2001/02 провёл 25 игр, забил 8 голов. Отличился двумя дублями в ворота «Лорьяна» и «Генгама». Совместно с пятью другими футболистами, среди которых был Роналдиньо, разделил 14-е место в списке бомбардиров чемпионата. «Седан» занял 14-е итоговое место. Чемпионат сезона 2002/03 команда провалила, заняв предпоследнее место и выбыв из высшей лиги. Футболист играл в 34-х матчах и забил 14 голов, разделив с Сиссе 4-ю строчку в списке бомбардиров французского чемпионата. На протяжении сезона сделал хет-трик в матче с «Труа» и сделал дубль в игре с «Ниццей».
В июле 2003 года за 1,5 миллиона фунтов стерлингов перешёл в английский клуб «Вулверхэмптон Уондерерс», который выиграв чемпионат футбольной лиги, вышел в премьер-лигу. Первый матч премьер-лиги провёл 16 августа 2003 года против «Блэкберн Роверс». Первый гол забил 25 октября 2003 года в ворота «Лестер Сити». Болельщики клуба выбрали Камара лучшим игроком сезона. «Вулверхэмптон Уондерерс» занял последнее 20-е место и выбыл из высшей лиги.
В июле 2004 года был отдан в аренду сроком на полгода шотландскому «Селтику». Играл во всех 6-и матчах группового турнира Лиги чемпионов.
После возвращения в январе 2005 года в «Вулверхэмптон Уондерерс», уже в феврале был отдан в аренду сроком три месяца в «Саутгемптон». Камара был призван для усиления команды. Но «Саутгемптон», заняв последнее место, выбыл из премьер-лиги.
В августе 2005 года за 3 миллиона фунтов стерлингов перешёл в «Уиган Атлетик», который заняв 2-е место в чемпионате футбольной лиги, получил право играть в премьер-лиге. Регулярно выходил в основном составе. Первый матч за «Уиган» провёл 14 августа в матче против «Челси». Первый гол за команду забил в ворота «Мидлсбро», сравняв счет на 68-й минуте. Матч закончился со счетом 1:1. Также Камара сделал хет-трик в матче с «Чарльтон Атлетик» и забил 2 гола в игре с «Астон Виллой». Совместно с Дрогба разделил 10-ю строку в списке бомбардиров премьер-лиги. Всего провёл 29 игр, забил 12 голов. «Уиган» занял итоговое 10-е место в чемпионате. Сезон 2006/07 и команда, и футболист провели хуже, чем предыдущий. Камара играл в 23 матчах и отличился 6 раз. «Уиган» занял 17-е место, набрав 38 очков. Столько же было и у «Шеффилд Юнайтед», выбывшего в чемпионат футбольной лиги, но у «Уигана» была лучшая разница забитых/пропущеных мячей — −22 у «Уигана», −23 у «Шеффилд Юнайтед».
В августе 2007 года был отдан в годовую аренду клубу «Вест Хэм Юнайтед». Выходил на поле в 10-и играх.
Сезон 2008/09 начал в «Уигане», провёл 17 игр и забил 2 гола. В феврале 2009 года был отдан в аренду в «Сток Сити», который нуждался в усилении состава, заняв 17-е место после первого круга. Аренда рассчитана была на полгода.
Летом 2009 года получил статус свободного агента. Был на просмотре в «Халл Сити», но контракт с клубом заключен не был.
Позже, в сентябре, футболист был на просмотре в «Шеффилд Юнайтед», выступавшем в чемпионате футбольной лиги. Главный тренер команды Кевин Блэквелл был заинтересован в услугах игрока, но стороны не пришли к соглашению и контракт подписан не был. Тем не менее, 22 октября Камара заключил контракт с «Шеффилд Юнайтед» до конца сезона 2009/10. Первый выход на поле состоялся 24 октября 2009 года в матче против «Кардифф Сити». Камара вышел на поле на 67-й минуте при счёте 2:3 и ничем своей команде помочь не смог. Итоговый счёт — 3:4. Первый гол за «Шеффилд Юнайтед» забил 21 ноября в ворота «Питерборо Юнайтед». «Клинки» победили со счётом 1:0. В итоге, Анри играл в 23-х матчах, забил 4 гола и сделал 1 голевой пас. Все 90 минут на поле он провёл только в двух матчах. Команда заняла 8-е итоговое место.
По окончании сезона 2009/10, на правах свободного агента, сенегалец заключил контракт сроком на 1 год с греческим «Атромитосом». С 2011 года выступает за клуб «Панетоликос», куда перешёл как свободный агент.
В августе 2018 года объявил о завершении карьеры футболиста.

### Сборная Сенегала
За сборную выступает с 1999 года. Долгое время являлся рекордсменом национальной команды и по количеству проведённых игр (в 2023 году рекорд был побит Идриссой Гейе), и по количеству забитых мячей (в 2022 году рекорд побил Садио Мане). Дебютировал за сборную 28 февраля 1999 года в матче против Нигерии.
В составе сборной играл на чемпионате мира 2002 года. Сенегальцы вышли в 1/8 финала со второго места в группе, обыграв французов и сыграв в ничью с датчанами и уругвайцами. В матче 1/8 финала против шведов Камара сначала сравнял счёт на 38-й минуте, а на 107-й забил золотой гол. В четвертьфинале Сенегал уступил сборной Турции.
Играл за сборную в финальных стадиях Кубка африканских наций 2006 и 2008 годов. Лучший результат — 4-е место в 2006 году.

## Достижения
- Чемпион Швейцарии сезона 2000/01
- 4-е место на Кубке африканских наций 2006 года
- Четвертьфиналист чемпионата мира по футболу 2002 года